# Maisinger See
Der Maisinger See ist ein verlandender See bei Maising, einem Ortsteil der oberbayerischen Gemeinde Pöcking in Deutschland.

## Geschichte
Wie viele andere Seen des Fünfseenlandes entstand auch der Maisinger See gegen Ende der Würmeiszeit durch die Schubkraft des Isar-Loisach-Gletschers. Erstmals erwähnt wird der See 1450 im Salbuch des Landgerichts Pähl: Item der Mawsinger See gehördt gen Starnbergk. Daraus geht hervor, dass der See dem Kastenamt Starnberg unterstand und somit im Besitz des bayerischen Landesherrn war. 1602 hingegen muss das Gewässer zu den Besitztümern des Klosters Dießen gehört haben, denn nach dortigen Aufzeichnungen hatte ihn der Propst des Klosters an den Seehieter zu Meising verpachtet. Aus bisher unbekannten Gründen war der See im 17. Jahrhundert wieder Eigentum des Landesherrn, da die Seemeister spätestens ab 1642 ihre Abgaben an das Kastenamt Starnberg entrichteten. In Privatbesitz übergegangen ist das fischreiche Gewässer 1866. Die Maisinger Müllerseheleute Bartl erwarben den See bei einer Versteigerung staatlicher Güter.
Eine Bestandsaufnahme des Hofmarschallamtes aus dem Jahr 1865 gibt Auskunft über den Fischbestand des Sees. „Der Maisinger See mit Fischrecht darin wird alle drei Jahre (ab)gefischt. Ertrag: 20 Ztr. Karpfen, 3 Ztr. Hechte, ½ Ztr. Birschling, 1 Ztr. Schleien, 6 Ztr. Weißfisch und Rotaugen.“

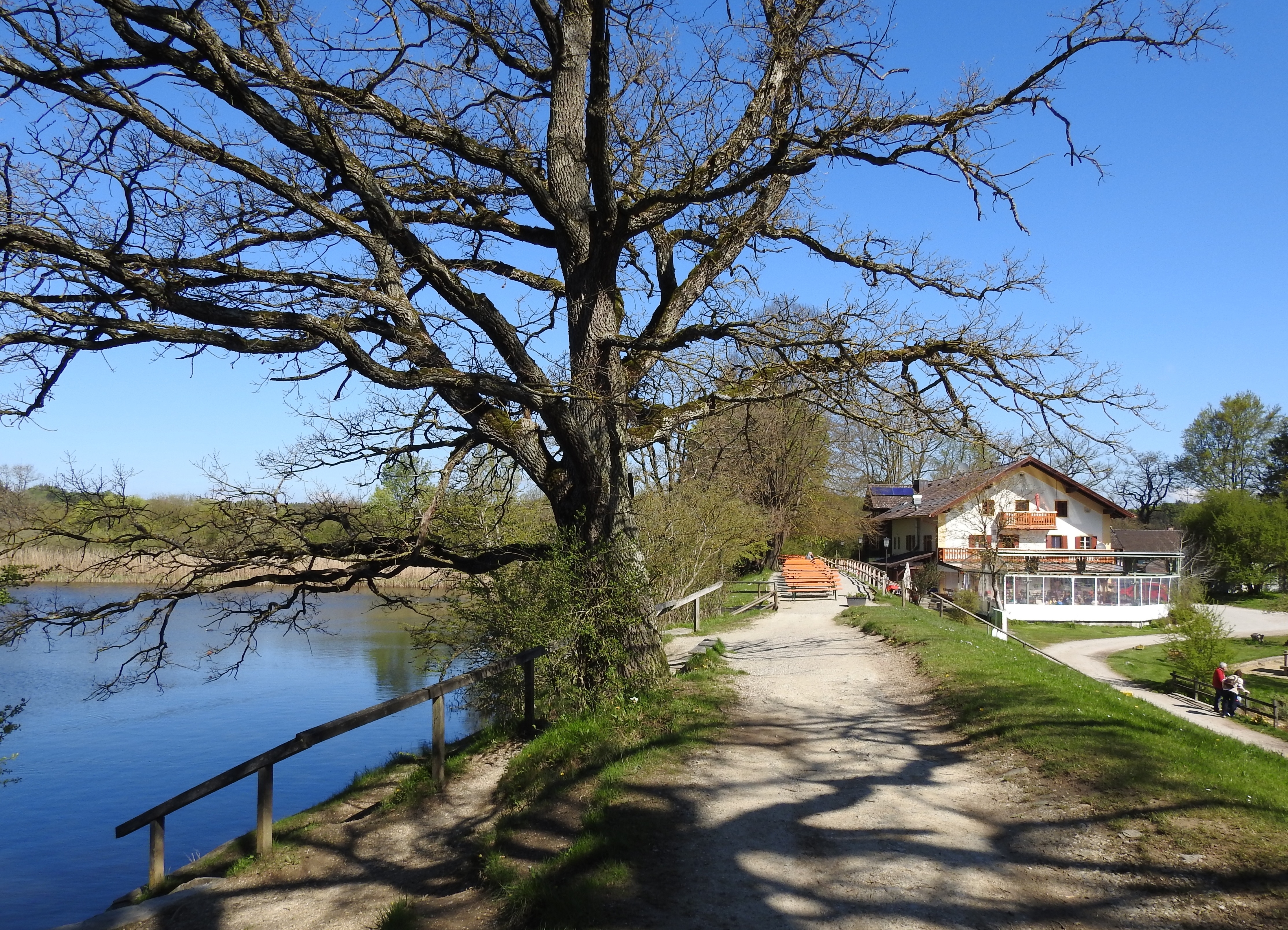
Schutzdamm am Ostufer des Sees, rechts das Gasthaus Seehof

Um die etwas tiefer gelegene Ortschaft Maising vor Überschwemmungen zu schützen, bestand wohl schon seit frühen Zeiten an der Ostseite des Sees ein niedriger, etwa 2,50 Meter hoher Damm. Extrem starke Regenfälle führten dazu, dass dieser Schutzwall am 22. Juni 1885 überflutet wurde und brach. Dabei entstand an den Häusern im Tal des Maisinger Baches, an den Wegen und Brücken der Maisinger Schlucht und in Starnberg ein erheblicher Sachschaden. Aufgrund dieses Unglücks wurde der neue Hochwasserdamm wesentlich stärker befestigt und erhöht ausgebaut. Dadurch entsteht der Eindruck, dass es sich beim Maisinger See nicht um einen natürlichen See, sondern um einen Stausee handelt.

## Beschreibung
Der See wurde um 1600 vom Kloster Dießen zur Verbesserung der Nahrungsversorgung der umliegenden Bevölkerung zur Fischzucht genutzt. Seine Fläche war damals größer als heute. 1825 betrug sie 55 ha, doch auf Grund starker Verlandungsvorgänge hat der See heute nur noch eine offene Wasserfläche von höchstens 10 ha. Die Verlandung wird durch die geringe Tiefe gefördert. Durchschnittlich ist der See nicht tiefer als einen Meter, in Nähe der Bäche soll er bis zu zwei Meter tief sein. Im Winter kann er deswegen bis zum Grund gefrieren.
In die Südspitze des Sees mündet ein Teil des Weiherbachs. Der größere Teil des Bachs fließt als Fallbach östlich am See vorbei und vereinigt sich mit dem Abfluss des Sees zum Maisinger Bach. Weiteren Zufluss gibt es an der Nordspitze. Der Nährstoffgehalt des Seewassers ist meso- bis eutroph. Umgeben wird der See von einem dichten Schilfgürtel. Es ist lebensgefährlich, dort einzudringen, da an vielen Stellen der Boden auf einer nicht sichtbaren Wasserfläche schwimmt (Schwimmrasen). Nur am Damm im Osten gibt es einen festen Zugang zum See. Hier befindet sich auch eine kleine Liegewiese. Sie ist die einzige Stelle, an der auch im See gebadet werden darf. Behördlich verboten ist das Baden an allen anderen Stellen und das Befahren mit Wasserfahrzeugen oder Schwimmkörpern aller Art.
Bis vor wenigen Jahren diente das Gewässer noch der Fischzucht und wurde jedes Jahr im Oktober abgelassen, damit die im Frühjahr eingesetzten Karpfen und Schleien aufgesammelt werden konnten. Mittlerweile wird der See jedoch nur noch etwa alle fünf Jahre abgefischt.

## Naturschutzgebiet

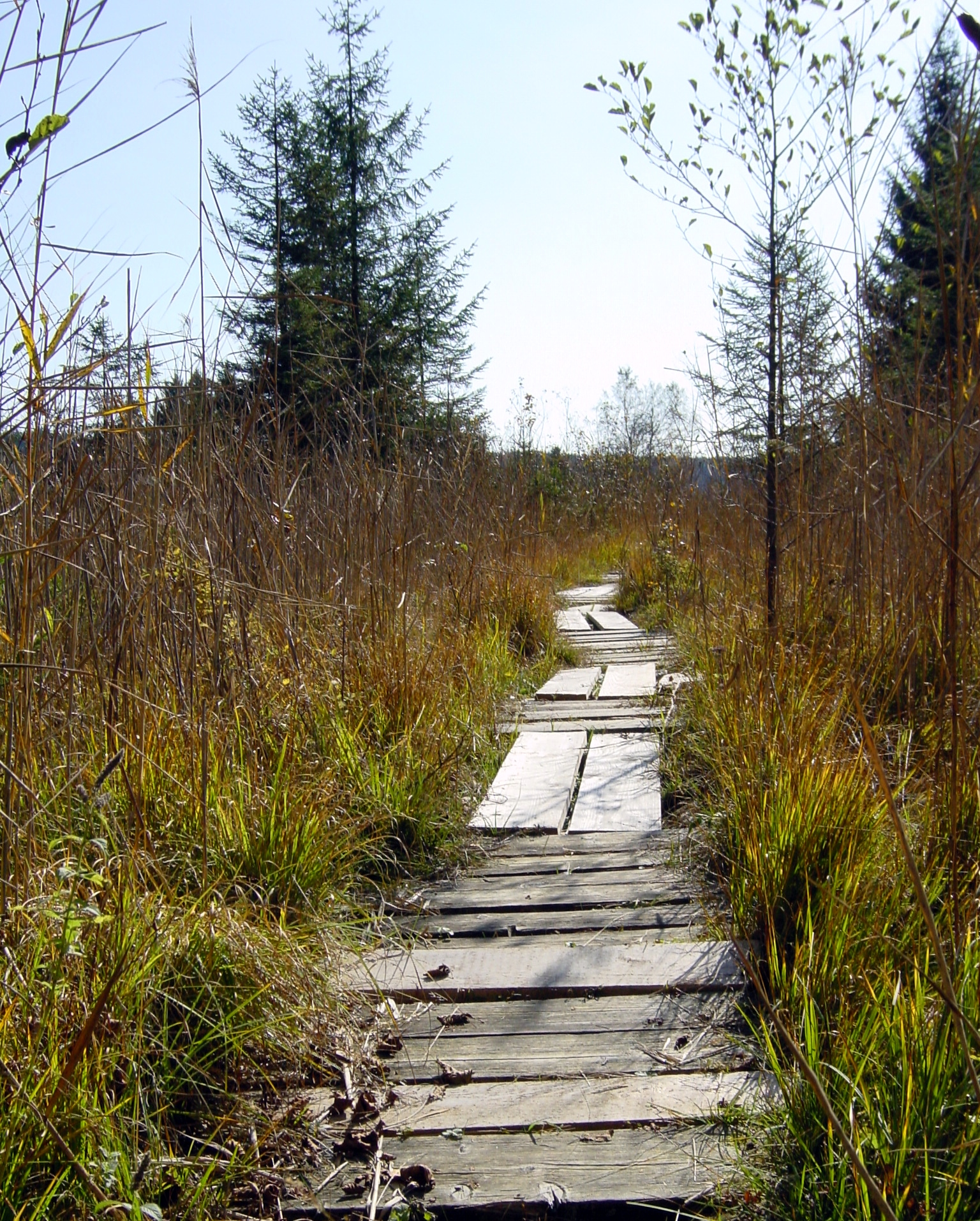
Uferbereich des Sees

Große Bedeutung hat der Maisinger See als Brut- oder Raststätte seltener Vogelarten. Zum Schutze der ersten bayerischen Lachmöwenkolonie stellte man den See 1941 unter Naturschutz. Das Naturschutzgebiet Maisinger See (NSG-00313.01) gehört somit zu den ältesten Naturschutzgebieten Bayerns. Es hat heute eine Fläche von 122 ha und besteht zu 10 % aus der offenen Seefläche, zu 80 % aus Moor und Sumpf und zu 10 % aus feuchtem Grünland. Die Flach- und Zwischenmoore beherbergen viele inzwischen selten gewordene Tier- und Pflanzenarten wie beispielsweise das Sumpf-Glanzkraut. Sie sind von großem Wert für den Arten- und Biotopschutz. Die Lebensräume um den See sind daher – neben der gesamten Seefläche – seit 2004 auch FFH-Gebiet. Der Breitrandkäfer, der am Maisinger See einen seiner letzten Lebensräume in Deutschland hatte, konnte dort seit längerem nicht mehr nachgewiesen werden und muss dort als ausgestorben gelten. 
Probleme für das Schutzgebiet bestehen sowohl durch die Verschilfung des Sees und Verbuschung der Uferbereiche, als auch durch Schäden, die Erholungssuchende verursachen.